# یاسر اسلام‌دوست
یاسر اسلام‌دوست نمایندهٔ شهرستان‌های تالش، رضوانشهر و ماسال در دوره دوازدهم مجلس شورای اسلامی است. وی با کسب ۴۴٬۱۶۱ رأی برگزیده شد.